# Phong Phú, Tân Lạc
Phong Phú là một xã thuộc huyện Tân Lạc, tỉnh Hòa Bình, Việt Nam.

## Địa lý
Xã Phong Phú nằm ở trung tâm huyện Tân Lạc, có vị trí địa lý:
- Phía đông giáp xã Mỹ Hòa và xã Nhân Mỹ
- Phía tây giáp xã Phú Cường và xã Quyết Chiến
- Phía nam giáp xã Nhân Mỹ
- Phía bắc giáp xã Phú Vinh.

Xã Phong Phú có diện tích 25,20 km², dân số là 8.164 người, mật độ dân số đạt 324 người/km².

## Lịch sử
Địa bàn xã Phong Phú hiện nay trước đây vốn là xã Phong Phú và xã Địch Giáo thuộc huyện Tân Lạc.
Xã Phong Phú và xã Địch Giáo được thành lập vào ngày 2 tháng 1 năm 1955 trên cơ sở một phần diện tích và dân số của xã Thạch Bi cũ. Khi mới thành lập, hai xã trực thuộc huyện Lạc Sơn.
Ngày 15 tháng 10 năm 1957, huyện Tân Lạc được thành lập, các xã Phong Phú và Địch Giáo chuyển sang trực thuộc huyện Tân Lạc.
Đến năm 2018, xã Phong Phú có diện tích 13,24 km², dân số là 4.410 người, mật độ dân số đạt 333 người/km². Xã Địch Giáo có diện tích 11,96 km², dân số là 3.754 người, mật độ dân số đạt 314 người/km².
Ngày 17 tháng 12 năm 2019, Ủy ban Thường vụ Quốc hội ban hành Nghị quyết số 830/NQ-UBTVQH14 về việc sắp xếp các đơn vị hành chính cấp huyện, cấp xã thuộc tỉnh Hòa Bình (nghị quyết có hiệu lực từ ngày 1 tháng 1 năm 2020). Theo đó, sáp nhập toàn bộ diện tích và dân số của xã Địch Giáo vào xã Phong Phú.